# Meduza (producers)
Meduza is een Italiaans DJ- en producertrio dat actief is binnen het elektronische muziekgenre. De groep bestaat uit Mattia Vitale, Simone Giani en Luca De Gregorio. Meduza is sinds 2019 actief onder deze naam en is voornamelijk bekend binnen de genres melodic house en deep house.

## Achtergrond
Mattia Vitale en Simone Giani begonnen hun samenwerking als producers in Italië. In de beginfase werkten zij onder verschillende aliassen en produceerden ze voor andere artiesten. Ze waren verbonden aan het label Sosumi Records, opgericht door de Britse DJ Kryder. Via dit label brachten zij diverse tracks uit binnen het subgenre groove house. Hierna werd Luca De Gregorio aan het duo toegevoegd en ontstond Meduza in zijn huidige vorm.

## Doorbraak
In 2019 bracht Meduza in samenwerking met het Britse vocale productiecollectief Goodboys de track "Piece of Your Heart" uit. De single bereikte hoge posities in de internationale hitlijsten en kreeg wereldwijde radiodekking. Het nummer werd genomineerd voor een Grammy Award in de categorie Best Dance Recording en overschreed later de grens van een miljard streams op Spotify.
De opvolger, "Lose Control", kwam eveneens in samenwerking met Goodboys tot stand, met vocale bijdragen van de Britse zangeres Becky Hill. Ook dit nummer behaalde hoge streamingcijfers en chartnoteringen. Beide tracks zijn uitgebracht via Virgin Records/Universal Music Group.

### Andere uitgaven
Meduza heeft nadien meerdere singles uitgebracht, waaronder "Paradise" (met Dermot Kennedy), "Tell It to My Heart" (met Hozier), en "Bad Memories" (met James Carter en Elley Duhé). Deze nummers kenden verschillende mate van commercieel succes in Europa, Noord-Amerika en Australië. Naast originele tracks produceerde Meduza ook remixes voor artiesten als Ed Sheeran, Becky Hill en Florence + The Machine.

### UEFA EURO 2024
In 2024 componeerde Meduza, in samenwerking met de rockband OneRepublic en de Duitse producer Leony, het officiële themalied voor het Europees kampioenschap voetbal (UEFA EURO 2024), getiteld "Fire". Het nummer werd gebruikt in officiële promotiecampagnes en tijdens de uitzendingen van het toernooi.

## Muzikale stijl
De muziek van Meduza wordt gekenmerkt door het gebruik van melodische synthesizers, diepe baslijnen en gestructureerde arrangementen die zijn afgestemd op zowel radio- als clubformaat. De producties bevinden zich veelal op het snijvlak van commerciële en elektronische dansmuziek.

## Optredens
Meduza heeft opgetreden tijdens internationale festivals en in clubs binnen en buiten Europa. Enkele voorbeelden hiervan zijn Tomorrowland, Ultra Music Festival en Hi Ibiza. 

## Discografie

### Singles
| Single met eventuele hitnotering(en) in de Nederlandse Top 40 | Datum van verschijnen | Datum van binnenkomst | Hoogste positie | Aantal weken | Opmerkingen                                          |
| ------------------------------------------------------------- | --------------------- | --------------------- | --------------- | ------------ | ---------------------------------------------------- |
| Piece of Your Heart                                           | 2019                  | 11-05-2019            | 4               | 24           | met Goodboys                                         |
| Lose Control                                                  | 2019                  | 26-10-2019            | 11              | 22           | met Goodboys en Becky Hill                           |
| Paradise                                                      | 2020                  | 21-10-2020            | 4*              | 18*          | met Dermot Kennedy                                   |
| Tell It to My Heart                                           | 2021                  | 29-10-2021            | 26              | 6            | met Hozier                                           |
| Bad Memories                                                  | 2022                  | 22-07-2022            | 3               | 26           | met James Carter, Elley Duhé en Fast Boy Alarmschijf |
| Fire                                                          | 10-05-2024            | 11-05-2024            | 16              | 12*          | met OneRepublic en Leony / Alarmschijf               |

| Single met hitnotering(en) in de Vlaamse Ultratop 50 | Datum van verschijnen | Datum van binnenkomst | Hoogste positie | Aantal weken | Opmerkingen                              |
| ---------------------------------------------------- | --------------------- | --------------------- | --------------- | ------------ | ---------------------------------------- |
| Piece of Your Heart                                  | 2019                  | 04-05-2019            | 2               | 29           | met Goodboys / 2x Platina                |
| Lose Control                                         | 2019                  | 02-11-2019            | 6               | 33           | met Goodboys en Becky Hill / Platina     |
| Born to Love                                         | 2020                  | 29-02-2020            | tip             | -            | met Shells                               |
| Paradise                                             | 2020                  | 12-12-2020            | 8               | 25*          | met Dermot Kennedy / Goud                |
| Bad Memories                                         | 2022                  | 22-07-2022            | 7               | 31           | met James Carter, Elley Duhé en Fast Boy |
| Fire                                                 | 2024                  | 22-06-2024            | 45              | 1            | met OneRepublic en Leony                 |